# Municipio de Van Buren (condado de Darke)
El municipio de Van Buren (en inglés, Van Buren Township) es un municipio del condado de Darke, Ohio, Estados Unidos. Tiene una población estimada, a mediados de 2021, de 1535 habitantes.

## Geografía
Está ubicado en las coordenadas 40°2′48″N 84°32′55″O / 40.04667, -84.54861. Según la Oficina del Censo de los Estados Unidos, tiene una superficie total de 65.70 km², de la cual 65.69 km² corresponden a tierra firme y 0.01 km² son agua.

## Demografía
Según el censo de 2020, en ese momento había 1528 personas residiendo en la zona. La densidad de población era de 23.3 hab./km². El 96.01 % de los habitantes eran blancos, el 0.72 % eran afroamericanos, el 0.07 % era amerindio, el 0.39 % eran asiáticos, el 0.39 % eran de otras razas y el 2.42 % eran de una mezcla de razas. Del total de la población, el 0.92 % eran hispanos o latinos de cualquier raza.